# 橋本小学校統廃合問題
橋本小学校統廃合問題（はしもとしょうがっこうとうはいごうもんだい）とは青森市立橋本小学校と青森市立莨町小学校との統合問題についての一連の騒動である。当時青森県議会議員であった鹿内博は、議会議事録の改竄疑惑などの問題から、一旦白紙撤回すべきだと主張していた。

## 経過
2001年（平成13年）5月1日、青森市は北国型集合住宅設計国際コンペの対象敷地に、突然橋本小学校を指定した。市長部局は2001年8月にコンペのための想定地として、橋本小学校を考えたい旨を市教委に相談したというが、この間毎月開催されていた「教育委員会定例会」の会議録には全くその内容は書かれていなかった。
その後市立小中学校学区域審議委員会が会議で「橋本小学校廃校を含む学区見直し」を審議した。その結果2002年3月末莨町小学校に統合する事が決定し事実上橋本小学校が廃校する事が決定したが、人数がわずかの莨町小学校に統合するのは疑問が多く、多くの人たちがこの会議に疑問を持った。また、この会議では長島小学校の古川小学校への統廃合も決まったため、出来レースではないかという声も上がった。浦町小学校の堤小学校への統合も取りざたされたがこれは保留となった。
逆風が強くなる中、教育委員長は市議会で「すでに決まったことで、住民との話し合いを持つ必要はすでにない」と答弁した。ところがこの直後、前述の学区審議委員会の会議概要が改竄されていた事実が発覚。この事実の発覚後、マスメディアから批判が挙がった。市議会は混乱し、結局2002年（平成14年）10月1日に「一時棚上げ」の扱いにし収拾を図った。
ところが、2003年（平成15年）8月25日には審議を再開する事を発表。青森市民はこの頃には大半が橋本小学校の関係者達の言い分は正しいと認識していたため反発はさらに強まった。その結果として結局は事実上の白紙撤回が決定。2005年（平成17年）1月18日には3万円ではあるが青森地方裁判所で損害賠償の支払いが命じられた。
当初建てられる予定であった北国集合住宅は場所を変更し、青森駅付近に建てられることになったが、財政難であるのに90億円もかかる事業をどうしてやらなくてはならないのかと批判が相次ぎ、混乱のさなか「ねぶたの家 ワ・ラッセ」に機能変更している。